# Faith (album de The Cure)
Pour les articles homonymes, voir Faith.
Albums de The Cure
Seventeen Seconds
(1980) Pornography
(1982)
Singles
1. Primary
Sortie : 20 mars 1981[6]

Faith est le troisième album studio du groupe britannique The Cure, sorti le 14 avril 1981.

## Édition originale

### L'album
Après avoir répété ses nouveaux morceaux durant l'hiver 1980 le groupe enregistra Faith en février 1981 aux studios Morgan de Londres, sous la direction du producteur Mike Hedges. The Cure se composait alors de Robert Smith au chant, aux claviers et à la guitare, Simon Gallup à la basse et Lol Tolhurst à la batterie. Faith fut édité en avril 1981 par Fiction Records, et distribué par Polydor. La pochette du disque, réalisée par Parched Art (Porl Thompson et Undy Vella), représente les ruines du prieuré de Bolton dans le brouillard.
Sur la version cassette de l'album figure le titre Carnage Visors, dépassant les vingt-cinq minutes, ce morceau instrumental répétitif et sombre servit de bande son au film d'animation réalisé par Ric Gallup, le frère du bassiste Simon Gallup, qui fut projeté au début des concerts du Picture Tour.

### Le single
L'album fut accompagné par le single Primary, sorti en mars 1981, et qui se classa dans le Top 50 britannique. The Cure interpréta ce titre dans l'émission Top of the Pops. Il fut également classé 29e en Nouvelle-Zélande, où le groupe jouit alors d'une grande popularité, ainsi que dans les charts aux États-Unis, où il atteignit la 25e place dans le classement Club Play Singles. La face B comporte un instrumental inédit intitulé Descent.
Charlotte Sometimes
Une chanson inédite, Charlotte Sometimes, fut enregistrée en juillet 1981, et commercialisée en single en octobre 1981 avec en face B un autre titre inédit, Splintered in Her Head. Sur le maxi 45 tours (12") figure une version du titre Faith enregistrée en concert. Le vidéo clip accompagnant la sortie de Charlotte Sometimes fut réalisé par Mike Mansfield (réalisateur de plusieurs vidéos pour Adam and the Ants). 
Charlotte Sometimes et la version live de Faith sont incluses sur le deuxième CD de la réédition Deluxe de l'album en 2005.

## Réédition
Faith ressort le 26 avril 2005 dans une édition Deluxe remastérisée agrémentée d'un second disque comprenant des démos et des titres enregistrés en concert.

## Musiciens
- Robert Smith :  chant,  guitare,  claviers
- Simon Gallup : basse
- Lol Tolhurst : batterie, percussion

Sur le titre Carnage Visors
- Robert Smith : basse, piano, synthétiseur, guitare, flûtes
- Simon Gallup : basse
- Lol Tolhurst : boîte à rythmes

## Liste des titres (édition originale)
Tous les titres ont été écrits et composés par Simon Gallup, Robert Smith, Laurence Tolhurst
| 1. | The Holy Hour     | 4:25 |
| 2. | Primary           | 3:35 |
| 3. | Other Voices      | 4:28 |
| 4. | All Cats Are Grey | 5:28 |

| 5. | The Funeral Party | 4:14 |
| 6. | Doubt             | 3:11 |
| 7. | The Drowning Man  | 4:50 |
| 8. | Faith             | 6:43 |

| 9. | Carnage Visors (instrumental) | 27:51 |

## Liste des titres (Deluxe Edition 2005)

### CD 1 - The Original Album
Liste identique à celle de l'album original, incluant Carnage Visors

### CD 2 - Rarities (1980-1981)
| No  | Titre | Durée |
| --- | --- | ----- |
| 1.  | Faith (Robert Smith home instrumental demo, 08/1980)                                                     | 2:56  |
| 2.  | Doubt (Robert Smith home instrumental demo, 08/1980)                                                     | 1:09  |
| 3.  | Drowning (group home instrumental demo, 09/1980)                                                         | 1:52  |
| 4.  | The Holy Hour (group home instrumental demo, 09/1980)                                                    | 4:48  |
| 5.  | Primary (Morgan Studio outtake, 09/1980)                                                                 | 4:22  |
| 6.  | Going Home Time (Morgan Studio guide vox outtake, 09/1980)                                               | 3:31  |
| 7.  | The Violin Song ('Faith' studio guide vox outtake, 02/1981)                                              | 3:38  |
| 8.  | A Normal Story ('Faith' studio guide vox outtake, 02/1981)                                               | 3:04  |
| 9.  | All Cats Are Grey (live été 1981)                                                                        | 5:37  |
| 10. | The Funeral Party (live été 1981 - figure sur la version cassette de l'album Concert: The Cure Live)     | 4:38  |
| 11. | Other Voices (live été 1981 - figure sur la version cassette de l'album Concert: The Cure Live)          | 4:45  |
| 12. | The Drowning Man (live été 1981 - figure sur la version cassette de l'album Concert: The Cure Live)      | 5:48  |
| 13. | Faith (live at Capitol Theatre, Sydney, 08/1981 - figure en face B du maxi 45 tours Charlotte Sometimes) | 10:23 |
| 14. | Forever (live été 1981)                                                                                  | 9:19  |
| 15. | Charlotte Sometimes (single sorti en octobre 1981)                                                       | 4:13  |

## Classements

### Classements hebdomadaires
| Classement (1981)             | Meilleure place |
| ----------------------------- | --------------- |
| Australie (Kent Music Report) | 38              |
| Nouvelle-Zélande (RIANZ)      | 1               |
| Pays-Bas (Mega Album Top 100) | 9               |
| Royaume-Uni (UK Albums Chart) | 14              |
| Suède (Sverigetopplistan)     | 38              |

| Classement (2005/2008)       | Meilleure place |
| ---------------------------- | --------------- |
| Belgique (Wallonie Ultratop) | 73              |
| France (SNEP)                | 84              |
| Italie (FIMI)                | 74              |

| Classement (2021)                   | Meilleure place |
| ----------------------------------- | --------------- |
| États-Unis (Billboard 200)          | 193             |
| États-Unis (Top Alternative Albums) | 25              |
| États-Unis (Top Rock Albums)        | 41              |
| États-Unis (Vinyl Albums)           | 13              |

### Classements annuels
| Classement (1981)        | Position |
| ------------------------ | -------- |
| Nouvelle-Zélande (RIANZ) | 17       |

## Certifications
| Pays                    | Certification | Date       | Unités certifiées |
| ----------------------- | ------------- | ---------- | ----------------- |
| Nouvelle-Zélande (RMNZ) | Or            | 1981       | 7 500             |
| Royaume-Uni (BPI)       | Argent        | 18/02/1985 | 60 000            |